# Tipsy Junior
Tipsy Junior, známý také jako Avions Fairey Junior, byl lehký jednomístný letoun postavený po druhé světové válce v druhé polovině 40. let v Belgii společností Avions Fairey SA, což byla dceřiná firma britské společnosti Fairey Aviation Co. Ltd.

## Vznik a vývoj
Junior byl jedním z řady lehkých letadel navržených a pojmenovaných po Ernestu Oscaru Tipsovi z belgické společnosti Avions Fairey SA. Přestože tato společnost byla původně založena (1931) za účelem výroby britských letadel Fairey Aviation Company v Belgii, ve skutečnosti tomu bylo naopak. Většina letounů vyráběných v Belgii byla původní konstrukce E.O. Tipse. K Ernestu Tipsovi se po válce připojili i jeho dva synové a každý večer pracovali na nových projektech. V roce 1946 navrhli letoun Tipsy Junior, malý jednomístný jednoplošník.
Letoun byl zalétán 30. června 1947 z Gosselies v Belgii a veřejnosti byl představen na mezinárodní letecké výstavě v Bruselu, kterou uspořádal belgický Královský aeroklub v červenci 1947. Bylo to nejmenší a nejlevnější letadlo výstavy. Podle dnešních hledisek se jednalo o ultralehké letadlo (ultralight).
Celkem byly vyrobeny 3 letouny (výr. č. J.110–J.112), které byly imatrikulovány v Belgii (OO-TIT, OO-ULA a OO-TIX), přičemž letoun OO-ULA byl později přeregistrován do Spojeného království, kde létal s imatrikulací G-AMVP. První letoun byl vyroben v roce 1947 (OO-TIT), další v roce 1948 (OO-ULA/G-AMVP) a poslední v roce 1958 (OO-TIX). Nejdéle byl v provozu první vyrobený letoun OO-TIT, který byl vymazán z leteckého rejstříku v březnu 1972.

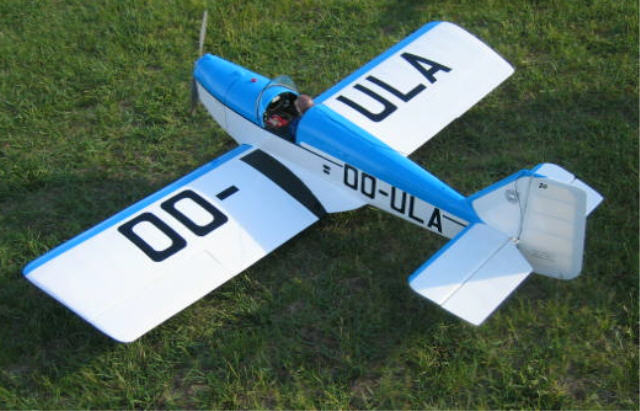
Tipsy Junior, model, OO-ULA

## Popis letounu
Letoun byl uváděn jako stroj stavebnicové konstrukce s možností osadit jej různými motory o výkonu od 40 do 65 k (29–48 kW). Původně byl uvažován motor Aeronca JAP J-99 o výkonu 36 k/27 kW, ale na zmíněné bruselské výstavě byl osazen motorem Walter Mikron II. Letadlo přes možnost instalovat různé motory bylo poháněno téměř výhradně invertním vzduchem chlazeným čtyřválcovým řadovým motorem Walter Mikron II s výjimkou krátkého nasazení motoru Aeronca JAP J-99 na letoun s imatrikulací OO-ULA, ale i tam byl tento motor v roce 1952 vyměněn za Walter Mikron II.
Dolnokřídlý jednoplošník měl samonosnou konstrukci převážně ze dřeva. Jednodílné, obdélníkové křídlo bylo pevně spojeno s trupem. Potah byl vyroben z překližky a plátna. Klasický pevný podvozek byl ostruhového typu. Hlavní kola mohla být zakrytá. Kokpit pilota byl otevřený a byl chráněn pouze malým štítem, i když i zde byla možnost instalace bublinového krytu (na přání). Brzdy kol byly ovládány pedály umístěných v blízkosti pedálů ovládajícím kormidlo. Bezprostředně před kokpitem se nacházela palivová nádrž s kapacitou 50 l (11 galonů) benzínu.
Letoun se vyznačoval dobrými letovými vlastnosti, způsobilostí pro úplnou akrobacii a velmi malými požadavky na délku vzletové a přistávací dráhy (STOL). Obě hodnoty byly jen 60 m. Také jeho cena byla přiměřeně nízká. Letoun byl nabízen v ceně od 80 000 francouzských franků (FRF), přičemž samotný drak stál jen 40 000 FRF. 

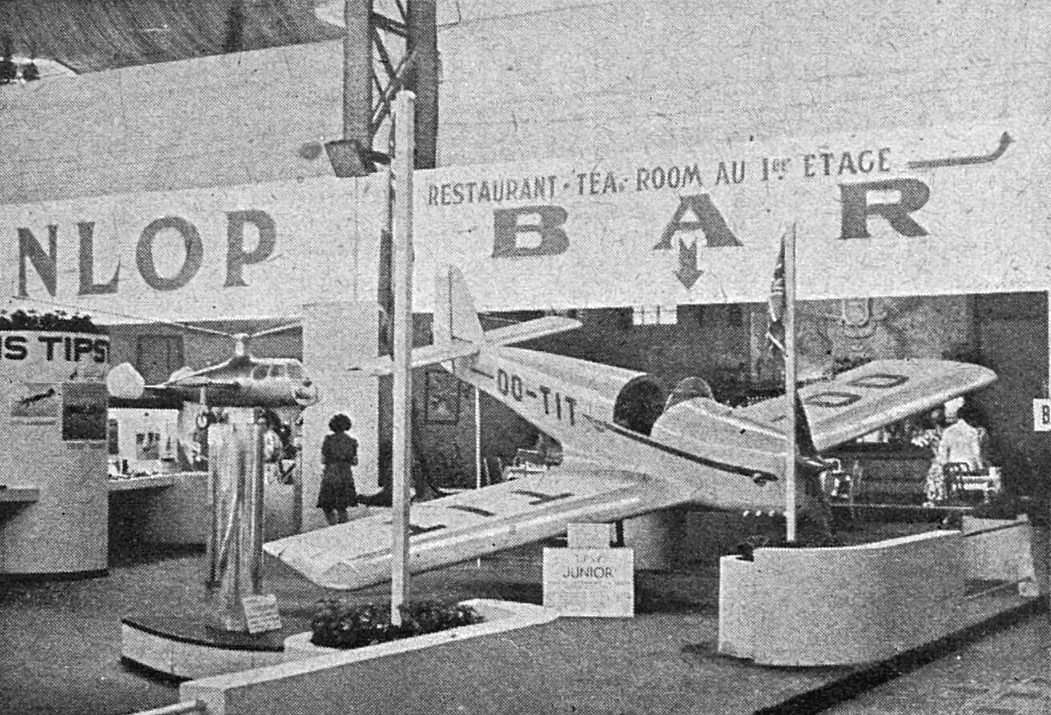
Tipsy Junior, OO-TIT na výstavě v Bruselu (Letectví, září 1947)

## Použití
První Junior, zanesený do leteckého rejstříku jako OO-TIT, letěl poprvé 30. června 1947 z Gosselies (Charleroi) v Belgii. Tento letoun byl v provozu čtvrt století, protože byl vymazán z leteckého rejstříku až v březnu 1972. Nejpozději vyrobený Junior (OO-TIX, 1958) létal nejkratší dobu. Z leteckého rejstříku byl vymazán 13. září 1961.
Letoun s imatrikulací OO-ULA z roku 1948 byl v roce 1953 převeden do Spojeného království (G-AMVP), aby tam předváděcími lety získal zájem potencionálních kupců. V roce 1957 byl letoun s imatrikulací G-AMVP použit v reklamně-předváděcí akci, když zkušební pilot Peter Twiss ze společnosti Fairey Aviation Company přistál na letadlové lodi HMS "Ark Royal" Britského královského námořnictva (Royal Navy). Tyto aktivity nepřinesly pozitivní, komerční výsledky. Později byl letoun prodán privátnímu letci a byl na krátký čas vybaven i průhledným krytem kokpitu (instalace 1973). Po vynuceném přistání v roce 1993 a po dlouhém skladování znovu létal koncem roku 2006. Během svého aktivního "života" několikrát změnil kamufláž. Původně létal v modro-bílé kombinaci (vrchní část trupu modrá), počátkem 70. let zůstala modrá pouze část před kokpitem (vč. krytu motoru), aby v polovině 80. let byl překamuflován na "bojové" zeleno-okrové zbarvení. Ani u toho nezůstal. Počátkem nového tisíciletí přešel na ocelovo-šedé vybarvení.

## Dochované exempláře
Poslední létající, privátní Tipsy Junior s imatrikulací G-AMVP havaroval 15. září 2008 na letišti v Sandownu (ICAO: EGHN) na britském ostrově Wight (Isle of Wight). Při nehodě byla poškozena: vrtule, kryt motoru a spodní část křídla. K nehodě došlo při prudkém přistání, kdy se letoun postavil na "nos". Letadlo se odrazilo při přistání od země, letoun se překlopil a následně se vrtule zařízla do země. Nezraněný 82letý pilot se sám uvolnil z bezpečnostních pásů a vystoupil z kokpitu. Letoun po tomto tvrdém přistání byl téměř na odpis. Po déle trvající opravě byl počátkem roku 2018 opět zprovozněn v posledním ocelo-šedé "kamufláži" a je nyní plně funkční.

## Specifikace

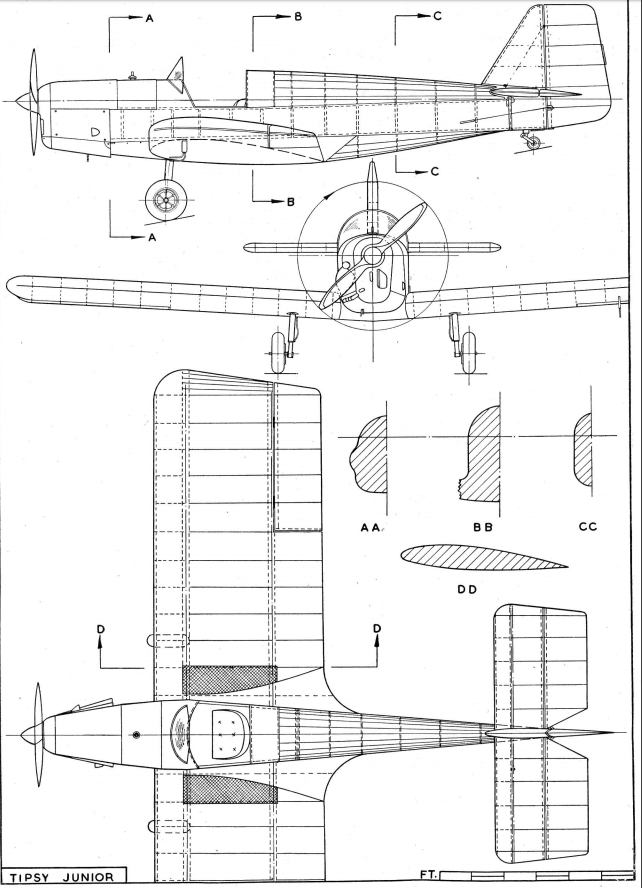
Tipsy Junior, skica (Aeromodeller, březen 1949)

Data dle

### Technické údaje
- Posádka: 1
- Rozpětí: 6,90 m
- Délka: 5,45 m
- Výška: 1,48 m
- Nosná plocha: 10,50 m2
- Plošné zatížení: 28,6 kg/m2
- Hmotnost prázdného letounu: 183 kg
- Vzletová hmotnost: 300 kg
- Pohonná jednotka: 1× řadový vzduchem chlazený invertní čtyřválcový motor Walter Mikron II
- Výkon pohonné jednotky:
  - maximální, vzletový: 45,6 kW/ 62 k při 2800 ot/min
  - nominální, jmenovitý: 44,1 kW/60 k při 2600 ot/min
- Vrtule: dvoulistá dřevěná s pevnými listy
- Spotřeba paliva:6,7 l/100 km

### Výkony
- Maximální rychlost: 200 km/h
- Cestovní rychlost: 180 km/h
- Nejmenší rychlost: 65 km/h
- Dostup: 6 600 m
- Dolet: 600 km
- Stoupavost: 6,2 m/s (367 m/min)